# 日产帕拉丁

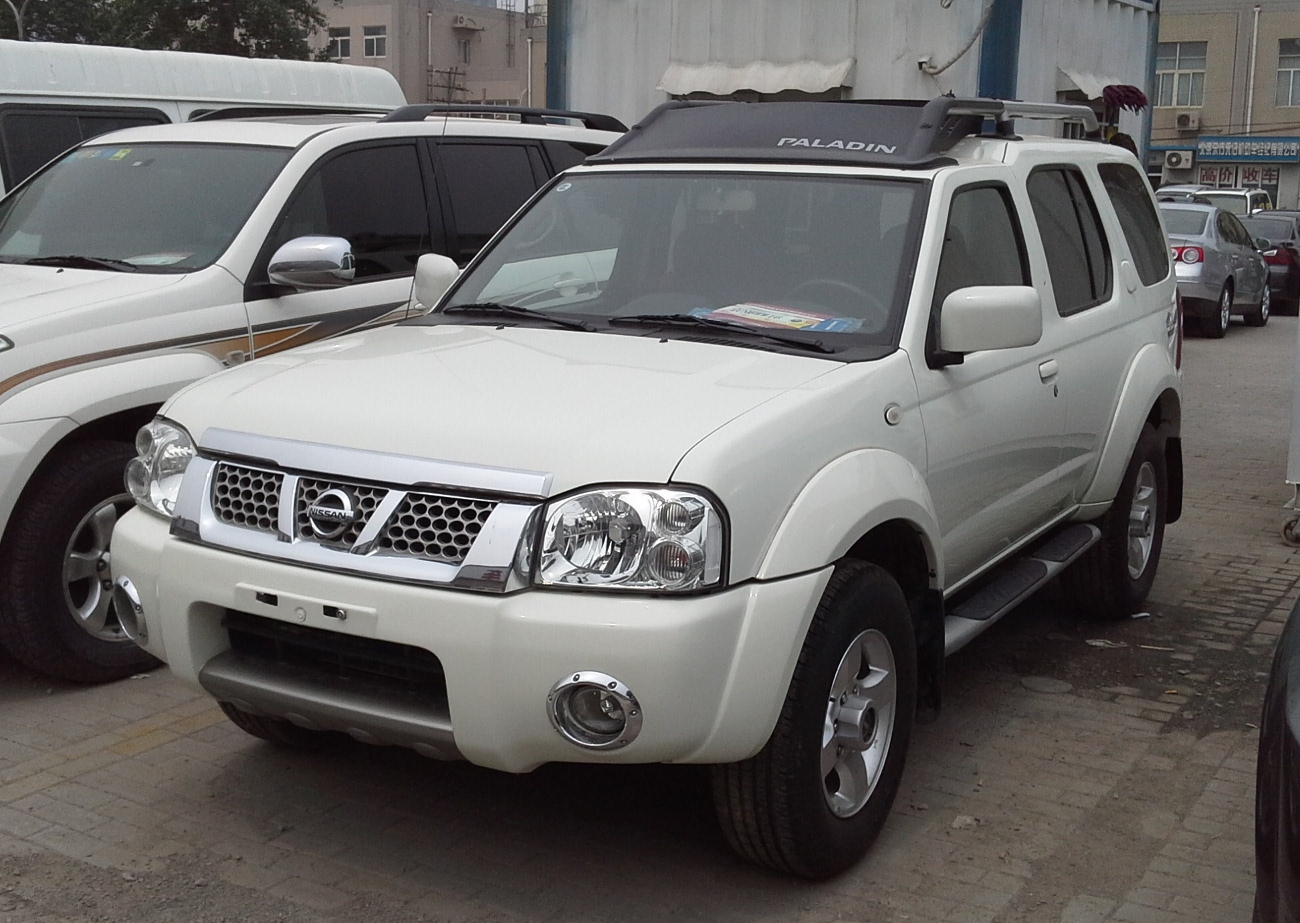
日产帕拉丁

日产帕拉丁（英語：Nissan Paladin）是一款以日產Xterra為原型、由郑州日产汽车有限公司生产的運動型多用途車，目前仅在中国大陆市场销售，2013年中推出10周年紀念版。帕拉丁從2003年起已连续多年参加达喀尔拉力赛，是最早參與該項賽事的中國製車輛。。

## 外部連結
- 官方网站